# Риччи, Лоренцо
Лоренцо Риччи (итал. Lorenzo Ricci; 2 августа 1703, Флоренция, Великое герцогство Тосканское — 24 ноября 1775, Рим, Папская область) — итальянский священник-иезуит. Генерал Общества Иисуса с 21 мая 1758 по 21 июля 1773.

## Ранние годы
Лоренцо Риччи родился 2 августа 1703 года, во Флоренции и был вторым из пятерых детей в дворянской семье. Вступил в Общество Иисуса 16 ноября 1718 года в Риме. Профессор философии в Сиене и Риме и богословия в Римской коллегии. 

## Генерал ордена
21 мая 1758 года XIX Генеральная конгрегация избрала главой Ордена пятидесятипятилетнего флорентийца Лоренцо Риччи. Риччи преподавал риторику, философию и богословие, и проявлял на этом поприще быстрый и острый интеллект. Также он был секретарём Общества в течение двух с половиной лет (1755—1758), но ни разу — настоятелем. Человек широкого академического профиля, он принял свои новые обязанности, не обладая практическим опытом административной работы. 
Лоренцо Риччи был избран, как раз в период напряженных отношений между Португалией и Святым Престолом. Чуть раньше, 3 мая 1758 года, умер Папа Бенедикт XIV, а его преемник, Климент XIII, сразу же выказал своё отношение к португальской проблеме, объявив о своем желании, чтобы кардинал Салданья провел инспекцию с должным тщанием и милосердием по причине огромного вклада Общества в дело Церкви. 
Риччи возглавлял Общество в то время, когда Церковь потерпела это сокрушительное поражение. На долю нескольких генералов до него, особенно Аквавивы и Тамбурини, выпали долгие и тяжелые страдания, вызванные ожесточённым противодействием многочисленных врагов Общества, но никому не приходилось испытывать такой скорби, как Риччи, который на протяжении пятнадцати лет видел, как Общество постепенно теряло своих членов и‚ в конце концов‚ было уничтожено.
Управлял Обществом до его ликвидации 21 июля 1773 года. В период его правления Папа Климент XIII подтвердил Уложения Института Общества и защищал Орден во время нападок на него в Португалии (1759), Франции (1762) и Испании (1768). В 1773 году генерал был арестован и заключен в замок Святого Ангела, где и умер через два года.